# ペーテル・ティボル・ナジ
ペーテル・ティボル・ナジ（Péter Tibor Nagy, 1963年6月28日 –　）は、ハンガリーの歴史家、教育研究者、社会学者、教育史家、教授。

## 経歴
ブダペストに生まれる。父は作家のヤーノス・ナジ、母は教授のカタリン・ナジ。エトヴェシュ・ロラーンド大学卒業。
1990年代から2000年代までデブレツェン大学、ミシュコルツ大学、ブダペシュト・コルヴィヌス大学、セゲドの大学の教授。2004年から07年までペーチ大学教授。
1993年エルデイ・フェレンツ賞受賞。
ハンガリー科学アカデミー会員にもなった。